# Alyson Reed
Alyson Reed (Anaheim,11 januari 1958) is een Amerikaanse danseres en actrice.
Reed maakte haar Broadway-debuut in het stuk Dancin' in 1978. Ze speelde daarna in vele andere stukken waaronder Dance a Little Closer, Cabaret, A Grand Night for Singing en Marilyn: An American Fable. Voor haar rol in Cabaret werd ze genomineerd voor een Tony Award. Voor haar rol in het stuk Marilyn werd ze genomineerd voor een Drama Desk Award.
Reeds grootste filmrol had ze in de filmversie van A Chorus Line van Richard Attenborough. Naast acteren op het toneel en in films is ze ook actief in de televisiewereld, zo speelde ze onder andere in de series Matlock, L.A. Law, Murder, She Wrote, Frasier, Law & Order, Without a Trace, ER, Judging Amy, Chicago Hope, The X Files, CSI: Crime Scene Investigation, Nip/Tuck, Crossing Jordan, Numb3rs, Boston Legal, NYPD Blue en de films High School Musical, High School Musical 2, High School Musical 3 waarin ze de lerares miss Darbus speelt.